# Wanda Whips Wall Street
Wanda Whips Wall Street ist ein US-amerikanischer Pornospielfilm aus dem Jahr 1981.

## Handlung
Eine ehemalige Edel-Prostituierte Wanda Brandt hat einen lukrativeren Weg zu Reichtum gefunden, indem sie zum Schein Unternehmen errichtet, um einige der Player an der Wall Street zu übernehmen. Sie erreicht ihr Ziel, indem sie verheiratete Aktieninhaber großer Investmentfirmen verführt, um sie dann um ihre Anteile zu erpressen. Als der Direktor des Unternehmens merkt, dass der Wert des Unternehmens sinkt, engagiert er den Detektiv Lou Perrini, um herauszufinden, was passiert. Wanda holt sich daher Unterstützung von der Sekretärin ihrer früheren Firma und einem Stockbroker, um ihr Ziel zu erreichen.

## Auszeichnungen
- Der Film war bei den AVN Awards 2008 als „Best Classic DVD“ nominiert.

## Wissenswertes
Der Regisseur hat unter dem Namen Chuck Vincent auch Regie bei Roommates geführt. Einige Szenen wurden damals auf dem Floor der New York Stock Exchange gefilmt. Zwei Jahre später erschien der Film Stocks & Blondes, eine Art Softcore-Fortsetzung von Wanda Whips Wall Street.